# Acalypha sehnemii
Acalypha sehnemii là một loài thực vật có hoa trong họ Đại kích. Loài này được Allem & Irgang mô tả khoa học đầu tiên năm 1976.